# Марк Стаций Приск Лициний Италик
Марк Стаций Приск Лициний Италик (лат. Marcus Statius Priscus Licinius Italicus) — римский политический деятель.

## Биография
Стаций Приск, вероятно, происходил из Далмации, где были распространены имена Стаций и Приск. Он начал свою карьеру префектом IV когорты Лингонов в 132 году в Британии и вскоре стал трибуном III Галльского легиона, участвовавшего в Третьей Иудейской войне[уточнить] при императоре Адриане. Затем Приск был легатом X Парного легиона в Верхней Паннонии. После этого в той же провинции он служил трибуном I Вспомогательного легиона. Затем он был начальником корпуса ауксилариев (лат. praefectus equitum alae I praetorias civium Romanorum), прокуратором в провинциях Нарбонская Галлия и Аквитания, квестором, народным трибуном и претором.
Вскоре после претора Стаций Приск был легатом XIV Парного легиона в Паннонии и XIII Парного легиона в Дакии. Вскоре после этого (156?−158) Приск был легатом пропретором провинции Верхняя Дакия. В 159 году назначен консулом с Плавтием Квинтиллом. Он стал одним из двух homo novus, ставших ординарным консулом во время правления императоров Антонина Пия и Марка Аврелия. Затем в 160 году Стаций был куратором отводных каналов Тибра и городского водопровода.
В течение 161 года Приск был легатом пропретором Нижней Мёзии, затем Британии, откуда в начале 162 году был послан в Каппадокию императором Марком Аврелием, чтобы занять место Марка Седация Севериана после его поражения от парфянского царя Вологеза IV при Элегии. В качестве дукса императора Луция Вера Стаций участвовал в Парфянской войне. Он разрушил армянскую столицу Артаксату и построил новую столицу, Каинополис, где расположилась римская армия. Стаций скончался во время войны.
Писатель Лукиан Самосатский, разбирая небылицы в неком историческом труде о Парфянской войне, приводил пример, как «от крика полководца Приска двадцать семь воинов падают, потеряв сознание».
Историк Геза Альфёльди, охарактеризовал Марка Стация Приска, как одного из наиболее эффективных полководцев Антонина Пия.

### Комментарии
1. ↑  Вторым был консул 148 года Публий Сальвий Юлиан